# 无所不在 (沃茨)
《无所不在》（The All-Pervading）是英国画家乔治·弗雷德里克·沃茨的一幅寓言画，创作于1887-1890年。画作受西斯汀小堂壁画的西比拉的影响，象征着瓦茨所认为的统治“无边无际”的精神。1899年，他将这幅画交给泰特美术馆，现由泰特不列颠借给萨里郡吉尔福德区康普顿的沃茨美术馆。他还绘制了一个版本，作为沃茨墓地礼拜堂的祭坛画。